# Radio Normandie
Radio Normandie est une station de radio fondée par Fernand Le Grand qui a commencé à émettre en 1928 à Fécamp, en Normandie. Henri de France y fait en février 1932 des essais de retransmissions télévisées. René Legros et Max Brusset en furent administrateurs.
Financée par la publicité, à la suite d'un accord avec les Studios IBC, elle diffuse dès 1931 des émissions de divertissement en anglais à destination du marché britannique qui concurrencent la BBC sans être soumises aux lois de Londres.

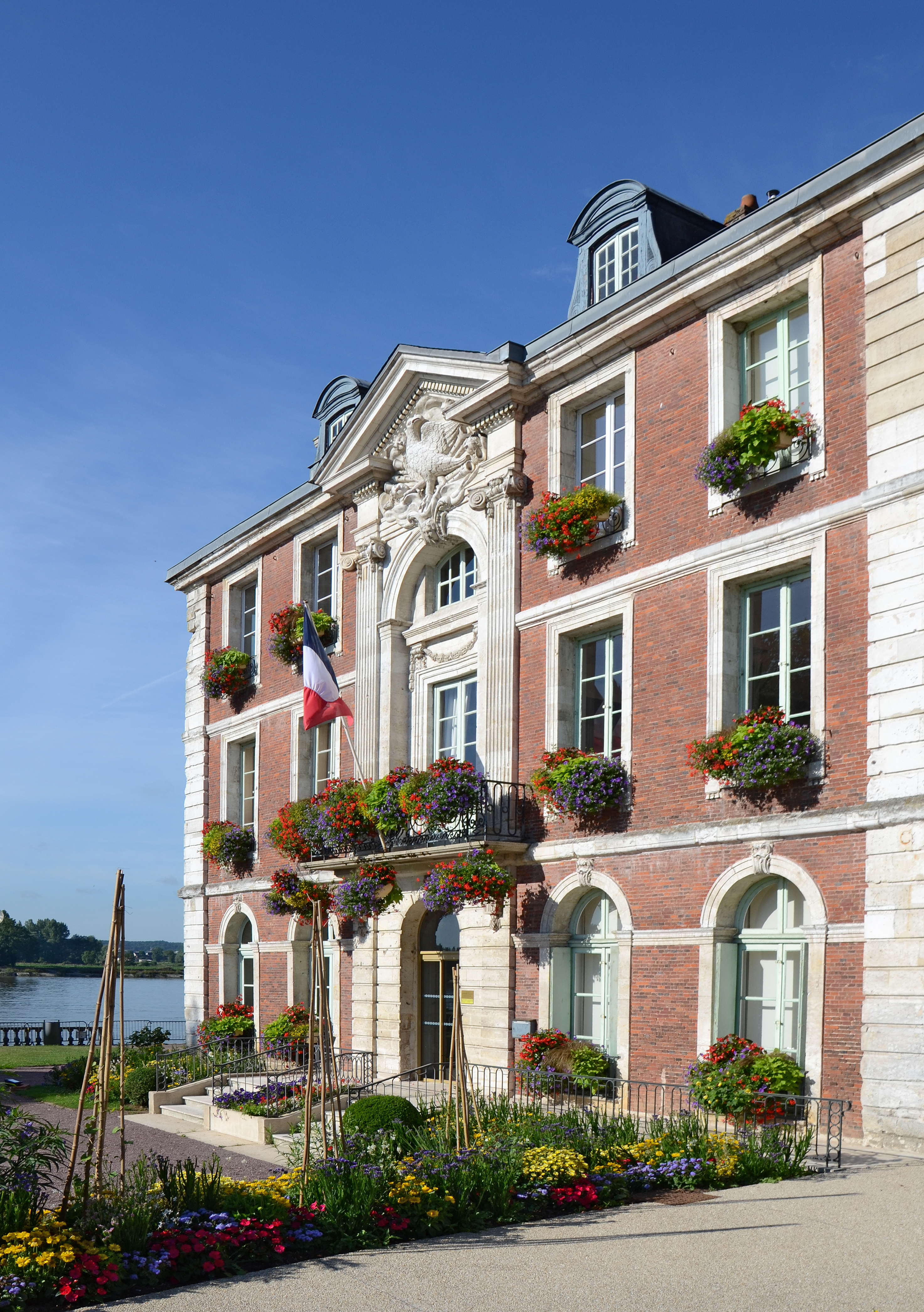
Mairie de Caudebec-en-Caux

De 1936 à 1939, le studio d'enregistrement est situé dans l'actuel hôtel de ville de Caudebec-en-Caux. De 1938 à sa disparition, elle émet depuis Louvetot. Les studios de Louvetot sont inaugurés en juin 1939 en présence du ministre de la Marine Louis de Chappedelaine. 
Sous l'occupation, réquisitionnée par les Allemands, elle n'est qu'un relais de Radio-Paris.